# Абсалямов, Мифтах Шагеевич
Мифтах Шагеевич Абсалямов (1894, Орск — январь 1928, Казань) — татарский советский театральный актёр. Герой Труда (1926).

## Биография
В Орске в 1919 году начал работать в театре. В 1920 году обучался в татарской театральной студии под руководством Карима Тинчурина и 3айни Султанова в Самаре.
С 1921 года выступал на сцене Оренбургской татарской пролетарской группы, позже Татарского показательного драматического театра в Казани, ныне Татарский театр имени Галиасгара Камала). С 1922 по 1927 гг. работал в Казани в Татарском академическом театре. Был ведущим характерным актёром.
Амплуа — мастер психологического портрета, темпераментный и эмоциональный, М. Абсалямов создавал трагедийные и сатирические образы.

## Избранные роли
- Иоанн Грозный — «Смерть Иоанна Грозного» А. К. Толстого,
- мулла Гайнетдин — «Переселение» Н. Исанбета
- Шакирзян бай — «Береги, взорвётся!» К. Тинчурина,
- Юнус-хаджи — «Хаджи женится» Ш. Камала,
- Бадри — «Галиябану» М. Файзи,
- Фатхулла — «Репейник» А.-Т. Рахманкулова.

## Награды
В 1926 году в связи с 20-летним юбилеем Татарского театра М. Абсалямову было присуждено звание Герой труда.